# Selva Jedediah Smith
La selva Jedediah Smith está situada en el estado de Wyoming, Estados Unidos. Designada por el Congreso en 1984 como un área salvaja, está ubicada en el bosque Nacional Caribou-Targhee y las fronteras del parque Nacional Grand Teton, y se extiende a lo largo de la vertiente occidental de la cordillera Teton. Forma parte integral del Gran Ecosistema de Yellowstone.
Esta zona lleva el nombre en honor a Jedediah Smith, personaje que vivió y exploró toda la parte del oeste en el siglo XIX. El terreno cuenta con  123 451 acres y se caracteriza por la abundancia de parajes y cuevas, además cuenta con diversidad de senderos que conducen a bosques.
La selva es administrada y protegida por el Servicio de Parques Nacionales.